# Sultan al-Tai
Sulṭān Hāshim Ahmed Muhammad al-Ṭāʾī (en árabe: سلطان هاشم أحمد محمد الطائي‎ Mosul, 1942 - 19 de julio de 2020) fue un comandante  militar y ministro de Defensa iraquí bajo el gobierno de Saddam Hussein. Considerado como uno de los militares más influyentes de Irak. Fue designado Ministro en 1995, cargo que mantuvo hasta el derrocamiento del régimen de Hussein en 2003. Durante sus treinta años de carrera militar, Sultan Hāshim Ahmed comandó dos brigadas, tres divisiones, y dos cuerpos del ejército regular antes de asumir sus responsabilidades como Ministro de Defensa. Perteneció al círculo íntimo de Saddam Hussein ya que su hija se casó con Qusay Hussein, el hijo menor del entonces presidente.

## Biografía
Muhammad Al-Tai, se graduó del Colegio Militar en 1964 y del Colegio del Personal en 1976, luego participó en cursos militares en la antigua Unión Soviética, Gran Bretaña y los Estados Unidos de América y trabajó como profesor en el Colegio Militar. Fue nombrado comandante de la Quinta Brigada de Infantería en la Cuarta División, luego Comandante de la Cuarta División, luego Comandante del Quinto Cuerpo y luego el Primer Cuerpo durante la Guerra Irak-Irán 1980-1988. Luego de la Guerra del Golfo se convirtió en un soldado muy respetado, sobrevivió a varias purgas del establishment militar y el Partido Baaz iraquí después de la guerra y se convirtió en el general más veterano del ejército iraquí. El presidente Saddam finalmente lo hizo ministro de defensa.

### Guerra Irán-Irak
Sulṭān sirvió en el Ejército iraquí durante la Guerra Irán-Irak y más tarde como comandante del primer cuerpo, infringió grandes derrotas al ejército iraní.  El general Sultan se ganó la reputación de ser uno de los oficiales más valientes de Irak durante esta guerra y fue condecorado por el presidente Saddam Hussein por su valentía. 

### Guerra del Golfo
Tras las secuelas de la guerra del Golfo de 1991, fue él quien firmó un acuerdo de alto el fuego entre el ejército iraquí y las fuerzas de coalición lideradas por Estados Unidos. En los años siguientes,  negoció con Moscú sobre la reanudación de los lazos militares.

### Guerra de Irak
Cuando la invasión de Irak estaba por comenzar, The Guardian informó en febrero de 2003 que Hāshim Ahmad había sido degradado y arrestado en su domiciliario por Saddam Hussein, en un movimiento, supuestamente, diseñado para impedir un golpe. No obstante,  él continuó apareciendo en la televisión estatal iraquí con total normalidad, por lo que la veracidad de dicho informe es dudoso. 
Sulṭān Hāshim Ahmed era el número  27 en la Baraja de cartas de Los más buscados de Irak. El 19 de septiembre de 2003, después de que casi una semana de negociaciones, se entregó en Mosul a la 101a División Aerotransportada (Asalto aéreo). Dawood Bagistani el mediador kurdo quién acordó la rendición al Mayor general David Petraeus, dijo que Ahmad se entregó con "gran respeto" y compartía su tiempo en familia todo el tiempo. Bagistani dijo que el ejército de EE. UU. había prometido sacar el nombre de Ahmad de su lista de los 55 más buscados, sin embargo esto no significa que no pudiese ser sometido a un enjuiciamiento." Confiamos en la promesa," dijo Bagistani.
El trato especial que se le dio a Ahmad puede haber sido un esfuerzo para que los guerrilleros leales al Partido Baaz no atacasen a los soldados estadounidenses. Dado que muchos de los atacantes eran exsoldados en el ejército de Saddam, el ver que su exdirigente estaba siendo bien tratado por los estadounidenses podría haber supuesto que los guerrilleros se viesen más razonables a dejar las armas.

## Condena
El 24 de junio de 2007, Ahmad fue sentenciado a morir en la horca bajo genocidio, crímenes de guerra y crímenes contra la humanidad . Su ejecución fue  planificada para el 11 de septiembre de 2007.
A principios de septiembre de 2007, un tribunal de apelaciones iraquí confirmó las condenas a muerte impuestas contra al-Tai, junto con Ali Hassan al-Majid y Hussein Rashid Mohammed, ex subdirector de operaciones de las fuerzas armadas iraquíes. Los tres fueron condenados por los mismos cargos en junio por su papel en la represión conocida como Operación al-Anfal que mató a 180.000 civiles y guerrilleros kurdos en los años 80. 
Según la ley iraquí, la decisión del tribunal de apelaciones debe ser ratificada por el presidente y los dos vicepresidentes de Irak.
El presidente Jalal Talabani (de origen kurdo), dijo que el exministro de Defensa, merecía ser salvado porque había estado cumpliendo órdenes bajo amenaza de muerte de Saddam, y porque había entablado contacto oficial con la comunidad kurda bajo el régimen derrocado.
El presidente del Parlamento iraquí, Salim al-Jabouri, pidió a las autoridades que perdonen al exministro de Defensa de Saddam Hussein debido a su deteriorado estado de salud.
la condición  de Sulṭān Hāshim Ahmed estaba "deteriorándose" mientras estaba detenido en la ciudad sureña de Nasiriyah y fue transferido a una prisión en Bagdad.